# 銀あけみ
銀 あけみ（しろがね - 、本名・井村 洋子、1944年4月30日 - 1993年5月7日）は元宝塚歌劇団娘役（元雪組組長）。日本舞踊藤間流・藤間勘緒。神奈川県鎌倉市出身。愛称は「イムコ」「ヨーコちゃん」「イム長」。

## 略歴
- 1944年4月30日、東京で生まれる[2]。
- 「宝塚に合格者を出している」という理由から山脇学園中等部に入学[2]。
- 1960年、宝塚音楽学校入学[3]。
- 1962年、48期生として宝塚歌劇団に入団。星組公演『メイド・イン・ニッポン[4]』で初舞台。宝塚入団時の成績は75人中6位[4]。
- 1964年1月1日[4]、花組に配属。
- 1965年、第2回ヨーロッパ公演（フランスパリ）参加。
- 1967年2月-3月、ニューヨーク公演に参加。
- 1968年5月、シンガポール・マレーシア公演に参加。同年9月、『メナムに赤い花が散る』田鶴役で出演。
- 1974年10月、声楽専科（専科）へ異動。
- 1975年9月-1976年1月、第3回ヨーロッパ公演（ソ連・フランス）に参加。
- 1978年10月-11月、南米公演（メキシコ、アルゼンチン、ブラジル）に参加。
- 1980年12月、花組副組長に就任。
- 1982年8月-9月、『夜明けの序曲』お新役で出演。同作は芸術祭大賞を受賞した。
- 1983年3月、雪組組長に就任。同年5月-6月、『うたかたの恋』ジェシカ役で出演。
- 1984年3月-5月、『風と共に去りぬ』ミード夫人役で出演。
- 1987年5月26日-28日、『カラベル・プチコンサート』出演。同年11月、カラベル・プチコンサートで初披露したオリジナル曲を収録したCD「たからづかジュエリー・ポップス -歌は私のいのち-」発売。個人としての(収録)ＣＤ第1号(退団記念盤をのぞく)である。TMPC-3A
- 1988年2月16日、『風と共に去りぬ』千秋楽公演中に激しい頭痛を訴えたため、同公演を休演し宝塚市内の病院へ搬送。クモ膜下出血の診断を受け入院[5]。
- 1989年3月、雪組組長退任。
- 1993年5月7日[4]午後11時30分、急性心不全のため逝去[1]。享年49。

## エピソード
- 父親は海軍軍人[6]。銀の誕生から19日後、搭乗していた潜水艦が南太平洋ソロモン海域で爆撃を受け戦死。銀と父親は一度も対面したことがない[2][6]。父親の死後、母親は美容師の資格を取り、銀を育てた[2]。
- 幼少期は東京築地の歌舞伎座近くで育つ。宝塚歌劇ファンの母親は、東京公演のたびに銀を連れて観劇した。銀はこの頃から「タカラヅカのおねえさんになる」と入団を志す発言をしていた。[2]
- 幼少期から日本舞踊や長唄を習っていた。中学校入学後は自分で探し出した教室でバレエと声楽のレッスンを受けた。[2]
- 小学校から無遅刻無欠席。責任感が強く、宝塚音楽学校の同期生からも一目置かれる存在であった。[2]
- 宝塚歌劇団入団後は、伸びのある歌声と安定した歌唱で早くから注目を集めた[1]。舞踊でも評価を受けており、藤間流の名取として藤間勘緒を名乗っていたほか、ダンスでは振付家パディ・ストーンによるオーディションに合格して第2回ヨーロッパ公演に参加[3]。公演参加者の中では最下級生[7]であった。
- 麻実れい退団公演『さよならショー』では、雪組組長として、司会進行を務め、麻実の宝塚在団中の思い出やエピソードなども語っている。
- 銀は生前、宝塚おとめ[8]で「好きだった役」として『メナムに赤い花が散る』の田鶴役を挙げていた。この役は作・演出の植田紳爾が「イムコ（銀）の持つ得難い人柄と、豊饒な歌唱力を何とか生かしたい」という思いから銀に当て書きした役である[9]。この役を演じた銀について植田は「人の心を素直に歌いあげるのは、簡単なようでそうではない。気持ちさえ込めれば情感が出ると思うのはまちがいで、彼女の歌はそのいちばんむずかしいところに到達していた」と語っている[10]。
- 小林公平は銀について「たいへん美声の持ち主」「和・洋何れにも貴重な存在であった」と語っている[3]。
- 植田は銀について「気配りや心遣いがいつも的確」「人間的な優しさや暖かさは同期生の中でも群を抜いていた」と語っている[9]。
- 雪組組長を務めていた時、研究科3年生であった北原遥子が（カメラテストのみときいて出かけたテレビドラマの撮影で、結果的に顔が映る形での「出演」となり、その責任をとる形で）退団させられた際には「北原を正式退団者にしてくれないのなら、自分たちも辞める」と、歌劇団に対して猛抗議したという。その後、北原は正式退団者として扱われ、『宝塚歌劇団80年史』には「昭和59年退団」と記されているという[11]。

## 宝塚歌劇団時代の主な舞台
- 『マイ・アイドル』歌う娘 役（1968年3月 - 4月）
- 『メナムに赤い花が散る』田鶴 役（1968年9月）
- 『アポローン』歌手 役（1970年10月 - 11月）
- 『人魚姫』アンリエッタ姫 役（1971年7 - 8月）
- 『ラ・ロンド』踊る淑女 役（1972年1 - 2月）
- 『この恋は雲の涯まで』玲姫 役（1973年7 - 8月）
- 『花のお嬢吉三』歌手 役（1974年1月）
- 『春愁の記』辨 役（1979年6月 - 8月）
- 『若草物語』ミセス・マーチ 役（1980年4 - 5月）
- 『夜明けの序曲』お新 役（1982年8月 - 9月）
- 『オペラ・トロピカル』ノアノア 役（1983年2月 - 3月）
- 『うたかたの恋』ジェシカ 役（1983年5月 - 6月）
- 『風と共に去りぬ』ミード夫人 役（1984年3月 - 5月）
- 『千太郎纏しぐれ』春駒 役（1984年9月 - 11月）
- 『花夢幻』/『はばたけ黄金の翼よ』サンドラ 役（1985年1月 - 2月）
- 『愛のカレードスコープ』第三話：エリザベート 役（1985年6月 - 8月）
- 『大江山花伝』伊勢式部 役（1986年2月 - 3月）
- 『宝塚をどり讃歌』/『サマルカンドの赤いばら』パルヴィーン 役（1987年3月 - 5月）
- 『梨花 王城に舞う -マルコ・ポーロ秘話-』ジャムイ 役（1987年9月 - 11月)
- 『風と共に去りぬ』ミード夫人 役（1988年1月 - 2月）